# United Services Automobile Association
 (février 2024).
Si vous disposez d'ouvrages ou d'articles de référence ou si vous connaissez des sites web de qualité traitant du thème abordé ici, merci de compléter l'article en donnant les références utiles à sa vérifiabilité et en les liant à la section « Notes et références ».
United Services Automobile Association (USAA) est une entreprise de services financiers basé à San Antonio au Texas aux États-Unis. Elle offre notamment des services aux membres des forces armées des États-Unis.